# St. Georg (Freising)

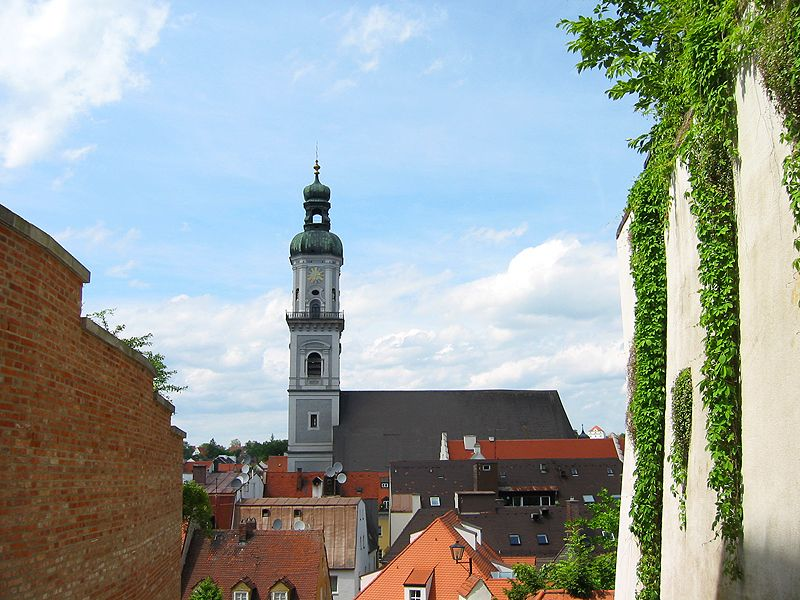
St. Georg in Freising vom Domberg aus gesehen

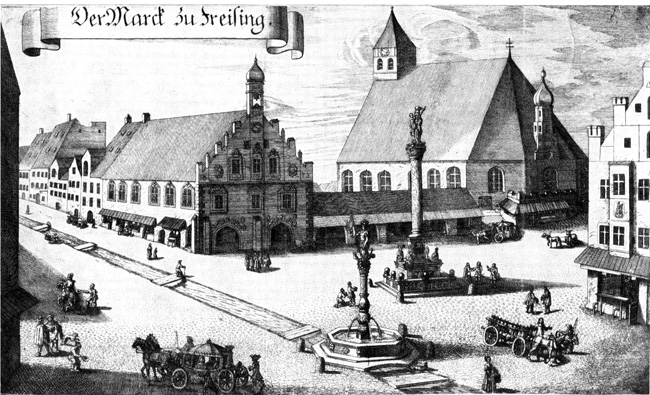
Marienplatz um 1681 (Kupferstich Michael Wening)

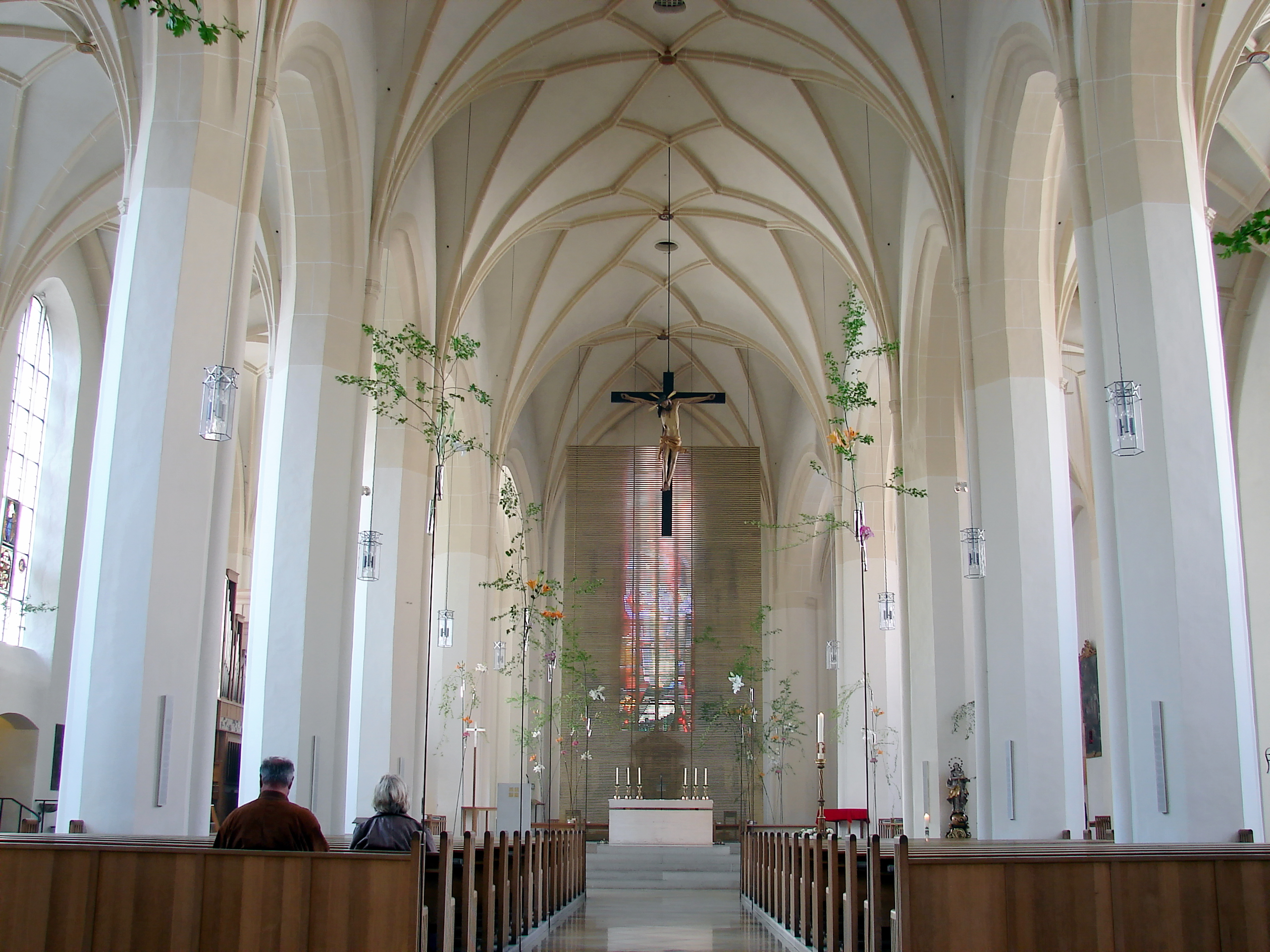
Stadtpfarrkirche St. Georg: Innenraum

Die Stadtpfarrkirche St. Georg ist die zentrale Pfarrkirche in Freising.

## Lage
Die Kirche liegt inmitten der Freisinger Altstadt, nördlich des Dombergs, nahe dem Marienplatz. In unmittelbarer Umgebung liegen das Ziererhaus, das Rathaus und das Asamgebäude.

## Geschichte
Erstmals 1230 urkundlich erwähnt, wurde ab 1250 die Seelsorge für die Stadt Freising vom Domberg in das Moosachtal auf einen Vorgängerbau der heutigen Georgskirche übertragen. „St. Jörg im Moos“ entstand wohl im 10. Jahrhundert. Die Kirche wurde um 1200 neu errichtet. Die Ostfassade schließt an den Marktplatz „Marienplatz“ an, der Bau bildete mit dem daneben entstandenen Rathaus das urbane Zentrum der Bürgerstadt.
Die heutige Kirche war ein Neubau ab dem Jahr 1440, im spätgotischen Stil errichtet und 1494 vollendet. Es handelt sich um eine dreischiffige Staffelhalle; die Gewölbe der beiden Seitenschiffe sind etwas niedriger als das Mittelschiff. Das Netzgewölbe enthält bemalte Schlusssteine. Die beiden Portale befinden sich im Süden und Norden im hinteren Teil der Kirche. 
Das Kruzifix am Chorbogen – ein überlebensgroßer Corpus – ist um 1450 entstanden. An der Westwand (südliches Seitenschiff) ist eine frühbarocke monumentale Großplastik „Drachenkampf des heiligen Georg“ aus dem Jahr 1660. An der Westwand (nördliches Seitenschiff) finden sich drei spätgotische hölzerne Altartafeln „Jüngstes Gericht“.
Der 84 Meter hohe barocke Turm im Westen der Kirche – mit der Laternenkuppel, den man bis zur Balustrade besteigen kann – entstand von 1679 bis 1689 durch Antonio Riva. Die Turm-Vorgängerbauten wurden wegen Baufälligkeit abgetragen, was auch mit dem Untergrund zusammenhängt. Der Turm hat einen viergeschossigen Unterbau, auf den das Glockengeschoss folgt.
Der Friedhof war ursprünglich bei der Kirche, wurde aber dann 1543 – zusammen mit der Gottesackerkirche St. Maria – außerhalb der Stadtmauer (nördlich des Ziegeltores) neu errichtet.
Nach der Säkularisation 1803 wurden die seelsorgerischen Aufgaben der aufgelösten Stiftspfarreien St. Andreas und St. Veit schließlich 1837 St. Georg übertragen. Im 19. Jahrhundert wurde die Pfarrkirche neugotisch ausgestattet. Bis zum Jahr 2003 wurde die Kirche in der Fassung von 1497 restauriert. Der moderne Lamellenaltar, auf den eine Abbildung des nicht mehr vorhandenen gotischen Hochaltars geätzt ist, stammt vom Künstlerpaar Lutzenberger aus Bad Wörishofen.

## Orgeln

### Hauptorgel

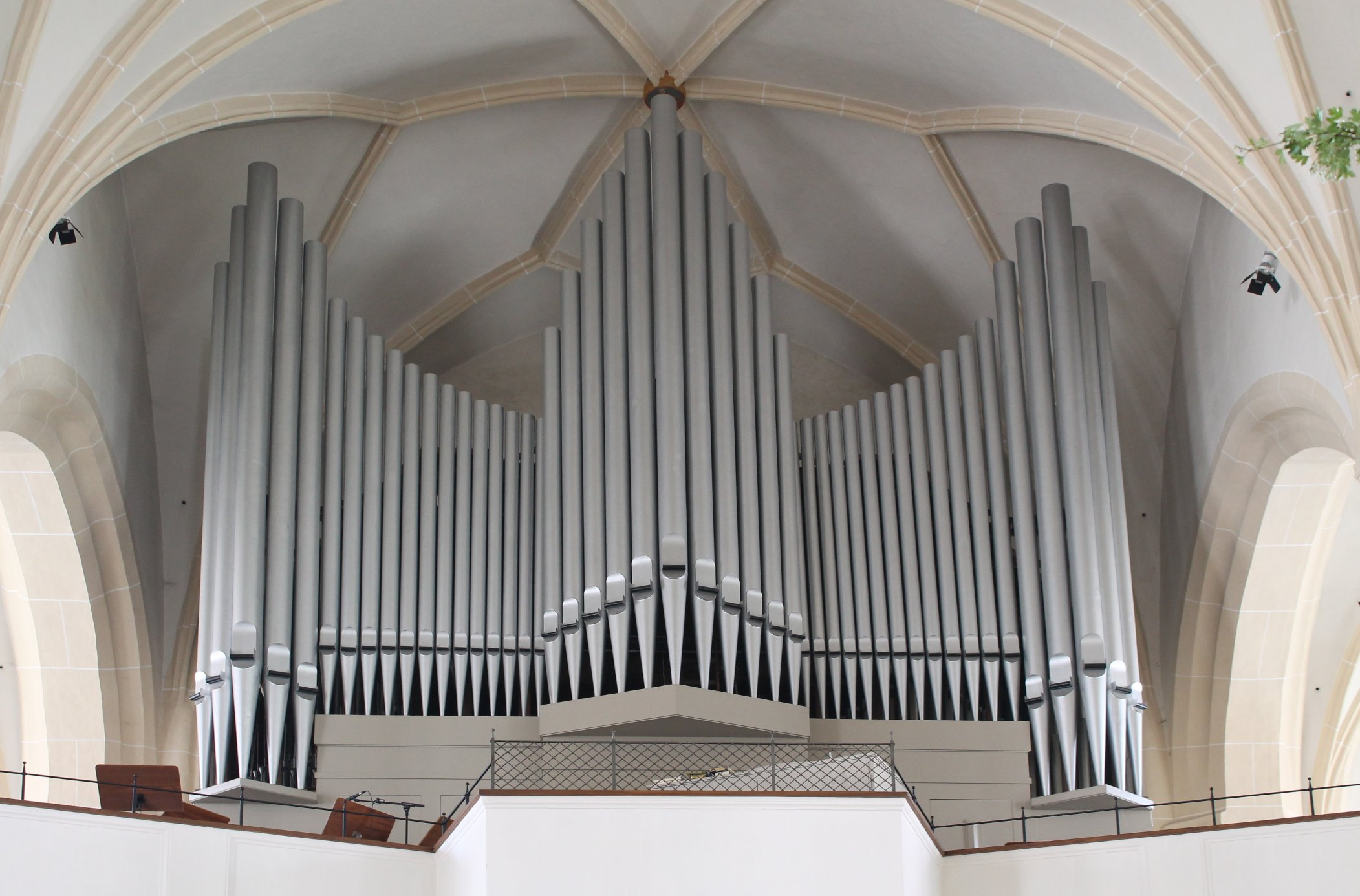
Siemann-Orgel

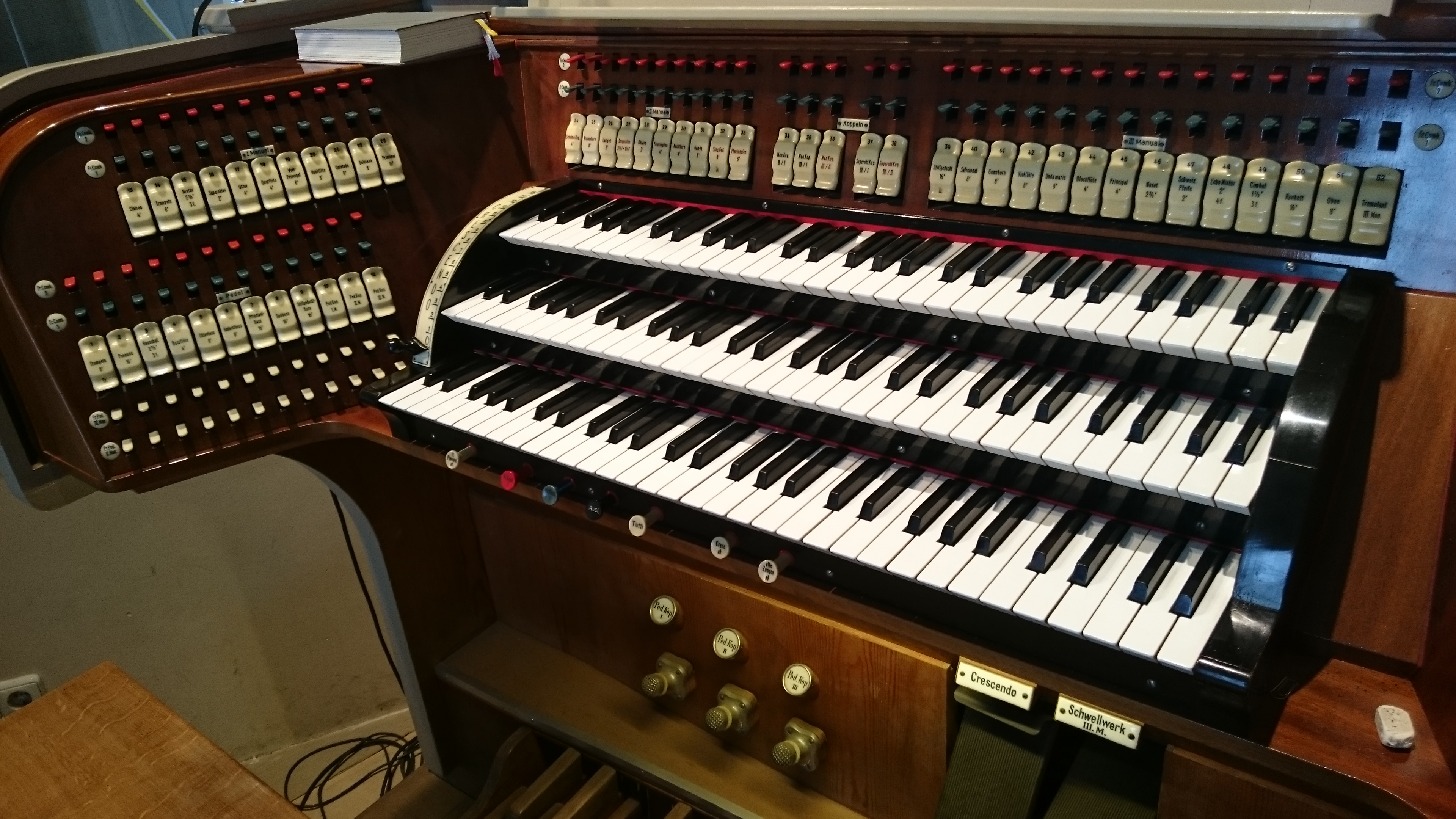
Spieltisch der Siemannorgel

Die Orgel wurde 1938 von Willibald Siemann gebaut. Das Kegelladen-Instrument hat 43 Register (darunter drei Transmissionen) auf drei Manualen und Pedal und ist im spätromantischen Stil disponiert. Die Trakturen sind elektro-pneumatisch.
| I Hauptwerk C–a3 |               |        |
| 1.               | Prinzipal     | 16′    |
| 2.               | Weitprinzipal | 08′    |
| 3.               | Hohlflöte     | 08′    |
| 4.               | Quintade      | 08′    |
| 5.               | Dulciana      | 08′    |
| 6.               | Oktave        | 04′    |
| 7.               | Querflöte     | 04′    |
| 8.               | Superoktave   | 02′    |
| 9.               | Mixtur V      | 02 ⁄3′ |
| 10.              | Trompete      | 08′    |
| 11.              | Clairon       | 04′    |

| II Oberwerk C–a3 |                  |       |
| 12.              | Gamba            | 8′    |
| 13.              | Sing. Gedeckt    | 8′    |
| 14.              | Flaute dolce     | 8′    |
| 15.              | Principalino     | 4′    |
| 16.              | Nachthorn        | 4′    |
| 17.              | Oktave           | 2′    |
| 18.              | Sesquialter II   | 2 ⁄3′ |
| 19.              | Larigot          | 2′    |
| 20.              | Krummhorn        | 8′    |
| 21.              | Schalmei-Regal 0 | 4′    |

| III Schwellwerk C–a3 |                    |        |
| 22.                  | Stillgedeckt       | 16′    |
| 23.                  | Salicional         | 08′    |
| 24.                  | Gemshorn           | 08′    |
| 25.                  | Violflöte          | 08′    |
| 26.                  | Unda maris         | 08′    |
| 27.                  | Blockflöte         | 04′    |
| 28.                  | Principal          | 04′    |
| 29.                  | Nasat              | 02 ⁄3′ |
| 30.                  | Schweizer Pfeife 0 | 02′    |
| 31.                  | Echomixtur IV      | 02′    |
| 32.                  | Cimbel III         | 01 ⁄3′ |
| 33.                  | Rankett            | 16′    |
| 34.                  | Oboe               | 08′    |
|                      | Tremulant          |        |

| Pedalwerk C–g1 |                              |        |
| 35.            | Principalbass                | 16′    |
| 36.            | Subbass                      | 16′    |
| 37.            | Stillgedecktbass (= Nr. 22)0 | 16′    |
| 38.            | Gedecktbass (= Nr. 13)       | 08′    |
| 39.            | Oktavbass                    | 08′    |
| 40.            | Baßflöte                     | 04′    |
| 41.            | Rauschpfeife III             | 02 ⁄3′ |
| 42.            | Posaune                      | 16′    |
| 43.            | Trompete (= Nr. 10)          | 08′    |

- Koppeln: II/I, III/, III/II, Super III/I, Super III/II, I/P, II/P, III/P
- Spielhilfen: Schwelltritt für das Schwellwerk, Crescendotritt, 2 freie Kombinationen, freies Pianopedal
- Anmerkungen

1. ↑  Mit Terz
2. ↑  Pfeifenwerk großteils bis a4 ausgebaut

### Chororgel

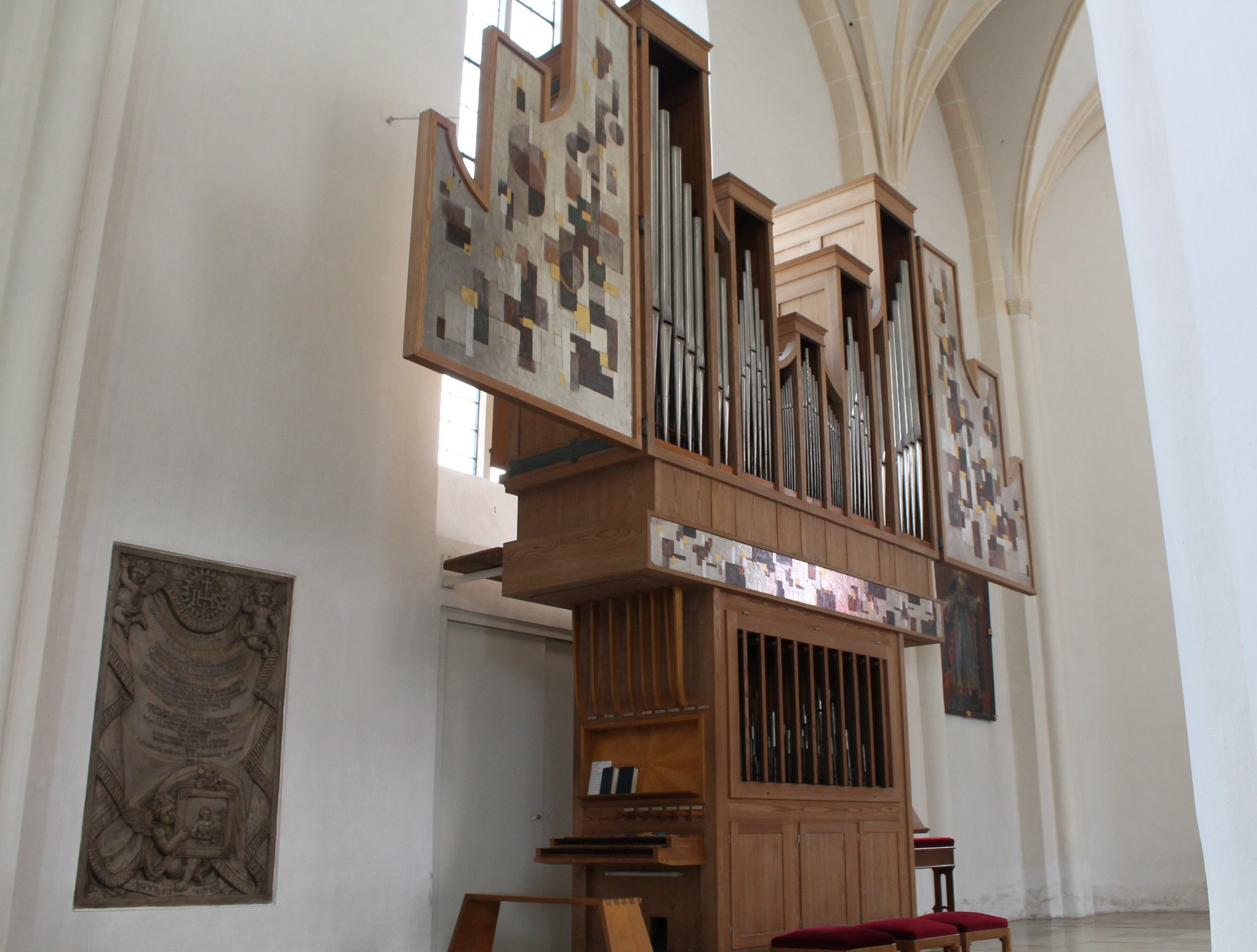
Sandtner-Orgel

Zur Darstellung älterer Orgelmusik und für kleinere Gottesdienstformen wurde 1970 eine Chororgel von der Firma Sandtner erbaut. Sie wurde nachträglich geringfügig umdisponiert. Das Schleifladen-Instrument hat 13 Register auf zwei Manualen und Pedal. Die Spiel- und Registertrakturen sind mechanisch.
| I Hauptwerk C–g3 |           |        |
| 1.               | Principal | 08′    |
| 2.               | Copel     | 08′    |
| 3.               | Oktav     | 04′    |
| 4.               | Nachthorn | 02′    |
| 5.               | Mixtur IV | 01 ⁄3′ |

| II Oberwerk C–g3 |             |        |
| 6.               | Holzgedackt | 8′     |
| 7.               | Rohrflöte   | 4′     |
| 8.               | Quinte      | 2 ⁄3′  |
| 9.               | Principal   | 2′     |
| 10.              | Terz        | 1 3⁄5′ |
|                  | Tremolo     |        |

| Pedalwerk C–f1 |           |     |
| 11.            | Subbass   | 16′ |
| 12.            | Octavbass | 08′ |
| 13.            | Bombarde  | 08′ |

- Koppeln: II/I, I/P, II/P

## Glocken

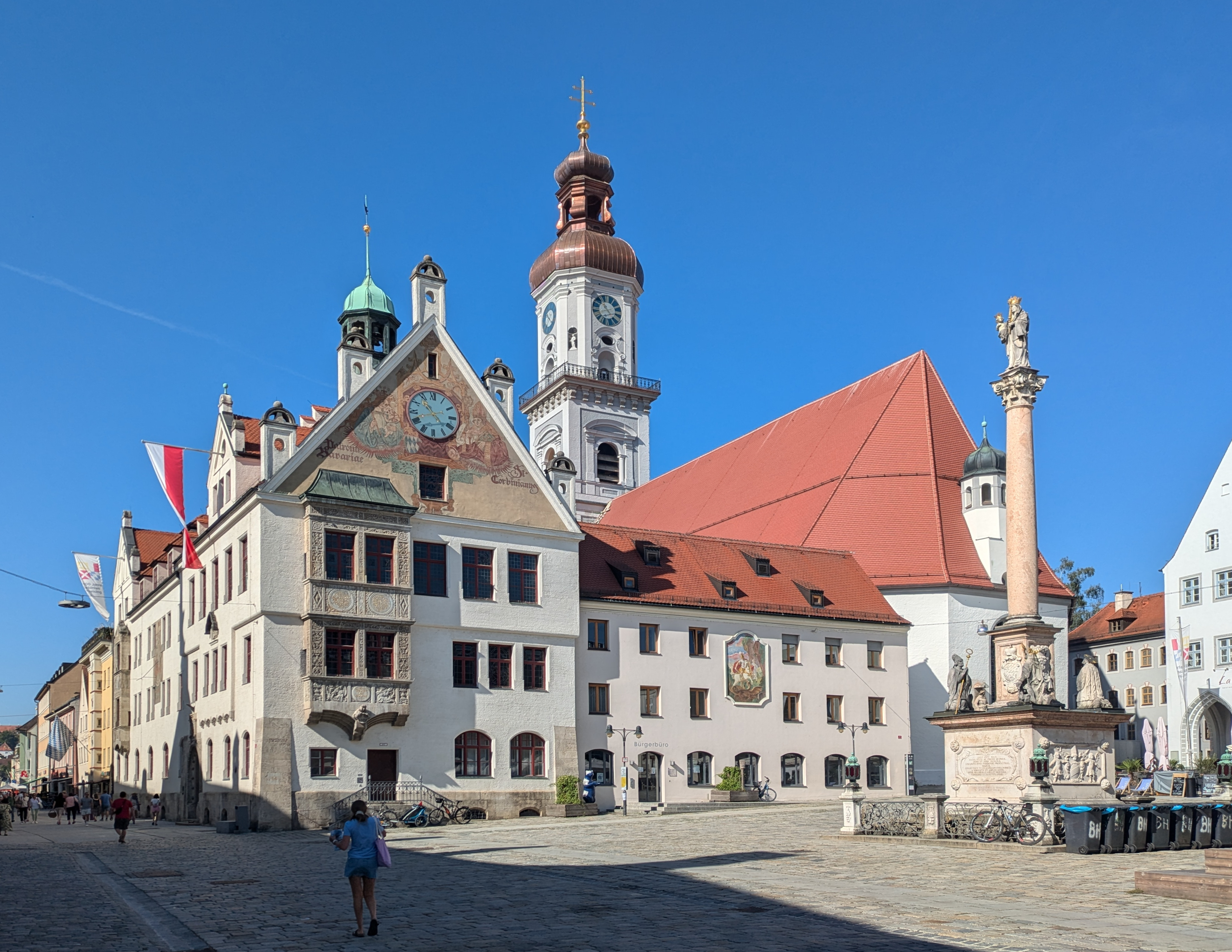
St. Georg mit, Rathaus und Mariensäule vom Marienplatz aus gesehen

Die Stadtpfarrkirche besitzt ein vierstimmiges Geläut (C-Dur) sowie die kleine „Sterbeglocke“. Diese erklingt im Anschluss an das abendliche Angelusläuten zum Gedächtnis an die Verstorbenen. 
| Nr. | Name                | Gussjahr | Gießer, Gussort                         | Gewicht (kg) | Nominal |
| 1   | Heilig-Kreuz-Glocke | 1691     | Johann Gordian Schelchshorn, Regensburg | 2300         | c1      |
| 2   | Antoniusglocke      | 1950     | Karl Czudnochowsky, Erding              | 1400         | d1      |
| 3   | Christkönigsglocke  | 1950     | Karl Czudnochowsky, Erding              | 1000         | e1      |
| 4   |                     | 1950     | Karl Czudnochowsky, Erding              |              | g1      |
| 5   | Zügen-/Sterbeglocke | 1694     |                                         | 105          | a2      |